# Dorcadion sinuatevittatum
Dorcadion sinuatevittatum är en skalbaggsart som beskrevs av Maurice Pic 1937. Dorcadion sinuatevittatum ingår i släktet Dorcadion och familjen långhorningar. Inga underarter finns listade i Catalogue of Life.